# Лебско језеро
Лебско језеро (пољ. Jezioro Łebsko) је приобално језеро у војводству Поморје на Словињском приобаљу.
Ово језеро је треће по величини у Пољској.
Површина језера је 7142 , дужина 16,4 , ширина 7,6  а максимална дубина је 6,3 . Ово језеро је криптодепресија јер се налази на надморској висини од 0,3 метара. Просечна дубина језера износи 1,6 m.
Ово језеро се налази на терену Словињског националног парка. На северној обали је жив песак. Кроз језеро протиче река Леба. Лебско језеро је повезано системом канала са језерима Гардно и Сарбско.
Лебско језеро је веома богато рибом, а на језеру се могу срести и бројне врсте птица.
Туризам на језеру је веома слабо развијен јер језеро окружује мочварно земљиште. У близини језера се налази град Леба.
Лебско језеро је у прошлости било залив Балтичког мора, али је сада потпуно одвојено од њега.